# Révay utca 18.
A Révay utca 18. (1880-as évek előtt Rettiggasse, Retek utca 13.) számú lakó- és színház (mulató) 1898-ban épült. A helyi – kerületi egyedi – védelem alatt álló épület Budapest VI. kerületében, műemléki környezetben és világörökségi védőzónában található.

## Építéstörténete
Schweiger Gyula építész 1898-ban kért és kapott engedélyt földszintjén orfeum és kerékpáriskola helyiséggel egybekötött, eklektikus stílusban épített háromemeletes háza építésére. A mulató előcsarnoka eleinte egy üvegtetővel fedett kerékpár- és sportcsarnok volt, ami csupán később vált a színház részévé. 1899-től az akkor már hosszabb ideje máshol működő Folies Caprice kapott itt új helyet és e néven működött 1918-ig, orfeum és zenés kávéház közti átmenetként Oroszy Henrik (Caprice nevű komédiaíró), Leitner Henrik és Keleti Herman társulásában.
Az építkezést 1898 május elején kezdték meg. Schweiger háromemeletes bérháza kívülről októberre, az udvari és a belső része ezt követően készült. A házat Messner és Arndt építőmesterek építették. Télikertjében helyet kapott egy „óriási, délszaki növényzettel díszített terem, nehéz függönyzettel elkülönített fülkékkel és egy külön szecessziós stílben berendezett kávéházzal, mely egész nap nyitva” állt. Mindkettőt széles lépcsőzet kötötte össze a mulató helyiségével, aminek az utcáról is volt külön feljárata.
Az öttengelyes főhomlokzat kiugró rizalitja szögletes profilt mutat. A szobrászati díszítések az ablakok körül koncentrálódnak, amiket az emeleteken sima vakolt falfelület emel ki, erőteljes sávozás csak a földszinten került kialakításra. A zárterkély szerűen kiugratott – a második emelettől kezdődő – középrizalit alátámasztását is maszkok díszítik. Az épület eredeti homlokzatát később átalakították.

## Színházként
1904–1909 között vasárnaponként a Thália Társaság realista-naturalista hangvételű műveit mutatták be itt. 1905 őszétől a télikertben a Keleti Herman és Lantos Adolf által vezetett Casino de Paris működött, „ahol a vakító fehérbőrű európai nők kecses táncán kívül négerek művészi táncaiban is gyönyörködhetik” az odalátogató egy korabeli újságot idézve. Falainak freskóit Pongrácz Márta festette meg. 1911 nyár folyamán az igazgatóság átalakíttatta a szórakozóhely mindkét helyiségét. Az első emeleti Casino de Paris mulató mellett 1918–1927 között a Kis Komédia kabaré működött az épületben, műsorán eleinte félig német (így 1919-ben a Deutsche Volksbühne, a Tanácsköztársaság német népbiztosának kezdeményezése játszott itt), de – Rott Sándornak köszönhetően – félig magyar nyelven előadott bohózatok, 1923-tól a modern magyar és külföldi drámák népszerűsítését célul tűző Forgács Rózsi Kamaraszínháza darabjai voltak, 1926-tól pedig gyerekszínházi előadásokat is tartottak.
Rott Sándor és Steinhardt Géza ezután, 1927 őszétől az Upor Kávéház tulajdonosának, Upor Józsefnek adta át a helyiséget, aki itt működtette az általa alapított Új Színházat 1932-ig. Upor, mint tőkés vállalkozó Ernőd Tamás költővel és Bársony István színésszel közösen vezette. A helyiséget a berlini tanulmányútjáról hazatért fiatal építész, Upor Tibor, a későbbi neves díszlettervező építette át kamarajellegű színház céljára. 1931 szeptemberétől december végéig Torday Ottó bérelte a helyiséget Vitéz Miklós művészi irányítása mellett. 1932-ben néhány hónapra Bárdos Artúr Művész Színháza, utána rövid időre Bródy István Pesti Színháza lelt itt otthonra. A mindenki számára elérhető könnyed, vidám, „pesti szellemű” szórakozást nyújtó színházi vállalkozás 1934 nyaráig üzemelt, utána egy éven át rövid életű próbálkozások követték egymást (például Révay utcai Színház néven). Eközben 1928-tól a Casino de Paris helyén Lovas Gyula vívómester nyitotta meg vívótermét és svédtorna intézetét.
1935-ben a ház a Magyar–Olasz Bank Rt. tulajdonába került. Ekkor a Vígszínház vette bérbe kamaraszínháza, a Pesti Színház számára 1935. és 1948. között. Az első években francia bohózatokat és vígjátékokat játszott a színház. 1946-ban az épületet bombatalálat érte. 1948-ban a Pesti Színház elszakadt a Vígszínháztól, és az 1948–1949-es évadban Egri István, a Vígszínház volt főrendezője kapott engedélyt és teljesen új színházat szervezett itt ugyanezen a néven. 1949 őszén a többi magánszínházzal együtt államosították. Mint állami színház, két évig, 1949–1951 között különálló színházként Vidám Színház néven működött. Békés István vezetése alatt inkább a szórakoztató, zenés, apolitikus bohózatokkal hatott a közönségre (az ő javaslata volt a színház neve is, az eredetileg szánt „Politikai Kabaré” helyett). Ez a műsorpolitika azonban nem tetszett a hatalomnak, ami élesen támadó, olyan „pártos” szatirikus színházat akart itt szervezni, amely a művészet meggyőző erejével, éles szókimondással, az inkriminált személyek nevetséges beállításával neveli a közönséget. Mivel profilját nem tudta megfelelően kialakítani, az 1951-es átszervezés következtében bezárták és megszűnt.
1951 szeptemberében a Kamara Varietéből kivált kabarérészleg kiegészített társulata lényeges szemléleti, szervezeti és műsorbeli változással költözött be a Révay utca 18. szám alatti színház-helyiségbe Vidám Színpad néven. Ebben a formájában műsoráról kiszorultak az addigi artista számok, s helyüket politikai célzatú konferanszok, színházi produkciók foglalták el. 1970-ben Siklós Mária felújítási tervei alapján kialakítottak egy üzemi szárnyat – öltözőkkel, a gépházzal (klíma és lift) – és szétválasztották a színház előterét a bérház feljárati lépcsőházától. 1979 márciusában a színház emeletén épített új kamaraszínpad nyílt. A száz férőhelyes helyiséghez lépcsők vezetnek. Átadásakor a több részre osztott színpadot sok apró reflektor világította meg, dohánybarna színű függönnyel és 99 kék színű, süppedő bársonyfotellel volt berendezve, mely utóbbiak a látvány és cselekmény irányába forgathatók voltak. 1985-ben felújították a nézőteret és a hangtechnikai rendszert. 1996. december 31-ével a Vidám Színpad megszűnt, de Budapest önkormányzata létrehozott egy új színházat ugyanezen néven, ami 2008-ban Centrál Színházra módosult.

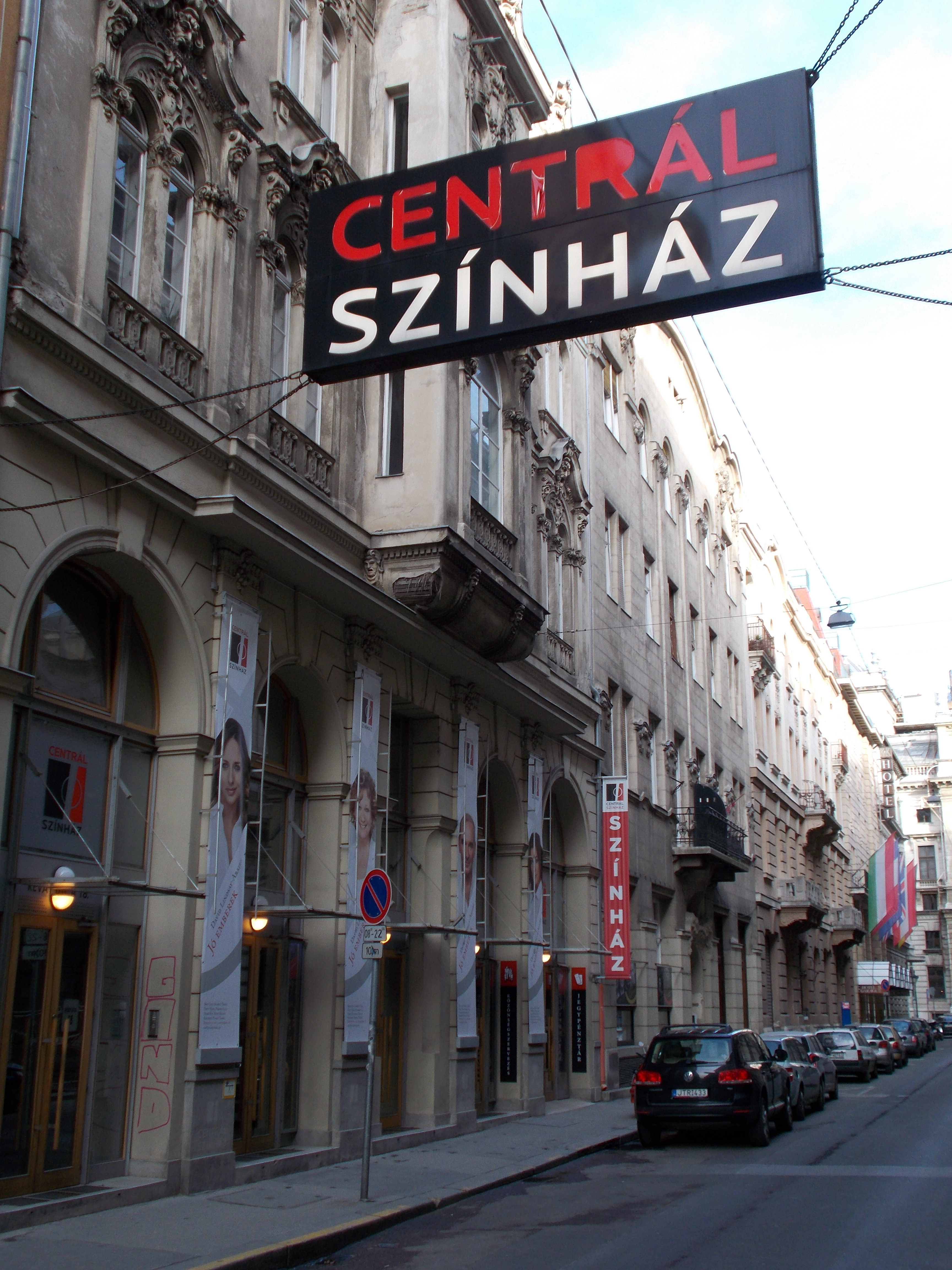
A színház bejárata a Révay utcából (2014)

2004-ben az épület egy újabb felújítása következett Fernezelyi Gergely tervei alapján. Ekkor átalakították a homlokzatot, így eggyel több bejárati ajtó készült, ami az eredeti állapothoz közelítette a színház frontjának képét. 2006-ban a színház klíma berendezése és a gázkazán került felújítása, majd ezt követte a nézőtér felújítása. Ekkortól összesen 427 ülőhely várja a nézőket, az addigiaknál szélesebb székekkel, mivel az emeleti erkélypáholyokat megszüntették és helyükön is széksorokat alakítottak ki.
2016-ban 170 millió forintból megújult a színház előtere – Benson Marcell építész, tervezőművész még 2012-ben a Centrál Színház és a Moholy-Nagy Művészeti Egyetem szervezésében megrendezett belsőépítészeti pályázaton elnyert munkája alapján –, öltözői és szervezői épülete is. 2017-ben a házban működő színházi intézményt – több éven át tartó tárgyalások után – magánosították, miközben az épület a főváros tulajdonában maradt.

## Tulajdonosai
1898 előtt, a telken állt ház:
- Henkel Lajos és Lenz Erzsébet (?1867 előtt–1893)[40][41][42]
- Deutsh Gyula (1893–1897)[42][43]

Háromemeletes bérház és mulató:
- Schweiger Gyula (1897–1906)[43][44]
- Keleti Henrik és neje (Jungwirth Karolin) (1906–?1927/1928)[44][45][46][47]
- Magyar–Olasz Bank Rt. (1935–1949)
- Budapest Főváros (1949–)